# 鳙鱼

鳙鱼

鳙鱼（学名：Hypophthalmichthys nobilis），又叫花鲢、黑鰱、大头鰱、胖头鱼、大头鱼，為輻鰭魚綱鯉形目鯝科鰱屬的一種，為四大家鱼之一。

## 分布
本魚原產於中國，並引進世界各地的淡水水域，目前已對部分國家造成生態問題。

## 特徵
本魚體側扁，头部特大，眼在头的下半部，口大且端位，口裂向上傾斜，無觸鬚。自腹鰭至肛門具有腹棱，鱗片細小，側線完全，側線前部向腹部下彎，側線鱗99-108枚，背部暗黑色，有不规则的深色斑块，腹部灰白色且呈圓滑狀。尾鰭叉形，背鰭短，胸鰭長，延伸至腹鰭起點後方，背鰭硬棘3枚；背鰭軟條7枚；臀鰭硬棘1至3枚；臀鰭軟條12至14枚，第1鰓弓外側鰓耙400枚以上，體長可達112公分。

## 生態
本魚為初級淡水魚，栖息在江河水庫、湖泊的中上层，屬濾食性，以细密的鳃耙滤食浮游动物，性情温和。鳙鱼具有洄游习性，平时多生活在有一定流速的水中。生长迅速，最大个体可达40千克。

## 經濟利用
為高經濟性的養殖魚類，清蒸、紅燒、沙鍋魚頭或煮味噌湯皆宜。
牠們的淘汰苗也是其他食肉性觀賞魚和寵物龜的飼料。

## 延伸阅读
[在维基数据编辑]
 《欽定古今圖書集成·博物彙編·禽蟲典·鱅魚部》，出自陈梦雷《古今圖書集成》